# Stazione di Goriano Sicoli
La stazione di Goriano Sicoli è la stazione ferroviaria a servizio del comune di Goriano Sicoli, lontana circa 1 km dal paese. La stazione è ubicata lungo la ferrovia Roma-Pescara.

## Storia
La stazione fu inaugurata nel 1888, in occasione dell'apertura dell'intera linea.

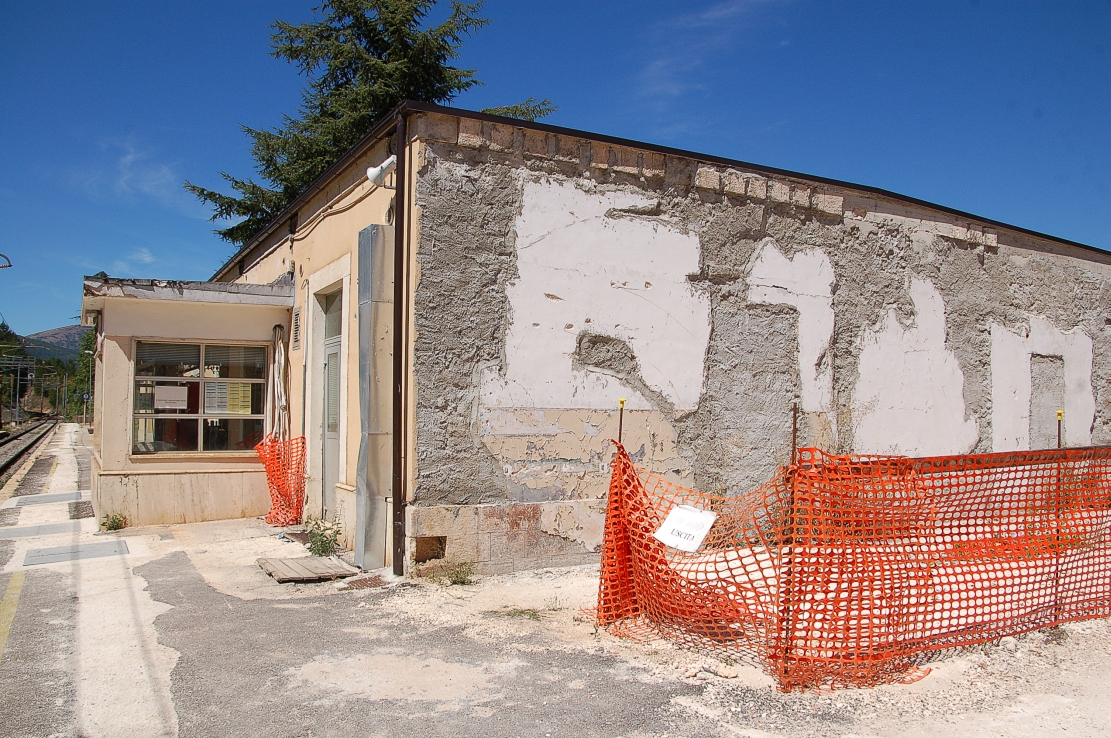
La stazione nel 2010 danneggiata dal Terremoto dell'Aquila del 2009

## Strutture e impianti
La gestione degli impianti è affidata a Rete Ferroviaria Italiana, controllata del Gruppo Ferrovie dello Stato.
Il piazzale si compone di due binari, muniti di banchina e collegati fra loro mediante una passerella ferroviaria.

## Movimento
Il servizio ordinario è costituito da treni regionali svolti da Trenitalia nell'ambito del contratto di servizio stipulato con la Regione Abruzzo, con direzione Sulmona, Pescara, Avezzano e Roma Tiburtina.

## Servizi
- Sala d'attesa